# 夜明けまでバス停で
『夜明けまでバス停で』（よあけまでバスていで）は、2022年の日本映画。
2020年に起きた渋谷ホームレス殺人事件に着想を得た作品であり、コロナ貧困・社会的孤立を描いている。

## あらすじ
2020年11月の深夜、バス停のベンチで眠りこんでいるホームレスの北林三知子。そこに男が通りかかり、拾った石の塊を三知子の頭めがけて振り降ろそうとした…。
時間は数ヶ月戻り、45歳の孤独な三知子は、昼間はアクセサリーを手作りして売り、夜はチェーンの焼き鳥屋でパートとして働いて、別れた夫の借金を返していた。店のマネージャーの大河原聡は創業者の息子であり、いずれは会社を継ぐ身だと自慢して、店の利益をこっそり着服し女性従業員へのパワハラを続けていた。己の横領に気づいた三知子や、古参の女性パート従業員らを疎ましく思う聡。コロナ禍で業績が悪化し人員削減の必要に迫られた聡は、一方的に三知子らに解雇を言い渡した。
店の寮を追い出され、再就職もままならず、スーツケースを抱えてホームレスとなる三知子。だが、自尊心の強い三知子は親戚や知人に弱みを見せられず、元の同僚たちからのメールも無視して孤立した。ホームレスの集う公園にたどり着き。爆弾を作ることで自己表現する老人と知り合う三知子。
三知子の店の店長だった寺島千春は、マネージャーの聡が三知子らの退職金を着服したことに気づいた。聡のパワハラやこれまでの横領も含めて会社に報告した千春は、辞表を提出して三知子が寝泊まりしているバス停に向かった。現実の事件とは異なり、声をかけて殺人犯の襲撃を防いだ千春は、まとまった額の退職金を三知子に手渡した。

## キャスト
- 北林三知子：板谷由夏
- 寺島千春：大西礼芳
- 大河原聡：三浦貴大
- 工藤武彦：松浦祐也
- 石川マリア：ルビーモレノ
- 小泉純子：片岡礼子
- 高橋美香：土居志央梨
- 介護職員：あめくみちこ
- 小出：幕雄仁
- 井上：鈴木秀人
- 赤ら顔の男：長尾和宏
- KENGO：柄本佑
- センセイ：下元史朗
- 如月マリ：筒井真理子
- 派手婆：根岸季衣
- バクダン：柄本明
- 福地展成
- 小倉早貴
- 山上賢治
- 安部智凛
- 高橋Ｋ太
- 大山雄史
- 榊原美鳳
- 山沖純
- 和田修昌

## スタッフ
- 監督：高橋伴明
- 脚本：梶原阿貴
- 音楽：吉川清之
- 主題歌：Tielle「CRY」
- 製作：人見剛史、小林未生和、長尾和宏、髙橋惠子
- エグゼクティブ・プロデューサー：鈴木祐介
- プロデューサー：角田陸、小林良二、見留多佳城、神崎良、佐久間敏則
- 撮影監督・編集：小川真司
- 照明：丸山和志
- 録音：植田中
- 美術：丸尾知行
- 装飾：藤田徹
- 衣装：青木茂
- ヘアメイク：結城春香
- VFX：立石勝
- アクセサリー指導：ななし・水城
- 制作担当：櫻井陽一
- 助監督：塚田俊也
- 配給：渋谷プロダクション
- 制作会社：G・カンパニー

## 受賞
- 第96回キネマ旬報ベスト・テン[3]
  - 日本映画第3位
  - 日本映画監督賞 高橋伴明
  - 脚本賞 梶原阿貴
- 第77回毎日映画コンクール[4]
  - 日本映画優秀賞
- 第44回ヨコハマ映画祭[5]
  - 助演男優賞 柄本佑（『ハケンアニメ！』『夜明けまでバス停で』『川っぺりムコリッタ』）
- おおさかシネマフェスティバル2023[6]
  - 監督賞 高橋伴明
  - 脚本賞 梶原阿貴
- 第32回日本映画批評家大賞
  - 主演女優賞 板谷由夏
- 2022年度　全国映連賞
  - 女優賞 板谷由夏

## 外部サイト
- 『夜明け前までバス停で』公式サイト
- 映画「夜明け前までバス停で」公式 (@yoakemade_movie) - X（旧Twitter）
- 夜明け前までバス停で - allcinema